# Calmar robuste
Moroteuthis robusta
Espèce
Synonymes
- Moroteuthis pacifica Okutani, 1983
- Ommastrephes robusta Verrill, 1876
- Onykia japonica Taki, 1964

Le calmar robuste (Moroteuthis robusta) est une espèce de calmars de la famille des Onychoteuthidés originaire principalement des eaux tempérées du nord du Pacifique. C'est la troisième plus grande espèce de calmars après le calmar colossal et les calmars géants, et la plus importante du genre Moroteuthis, atteignant une longueur de 2 m. Les tentacules sont minces avec 15 à 18 crochets. Les bras possèdent 40 à 50 ventouses.